# Theißing (Gemeinde Bad St. Leonhard)
Die Katastralgemeinde Theißing (manchmal auch Theissing) befindet sich in Bad St. Leonhard im Lavanttal, Bezirk Wolfsberg (Kärnten, Österreich). Ihr gehören die Orte Lichtengraben, Kalchberg, Raning, Wartkogel und Wisperndorf an. Bis zur Eingemeindung nach Bad St. Leonhard zum 1. Jänner 1964 war Theißing eine eigenständige politische Gemeinde.

## Nachbarkatastralgemeinden
| Reichenfels (Gem. Reichenfels) | St. Peter im Lavanttal (Gem. Reichenfels)   |                                      |
| Weitenbach (Gem. Reichenfels)  | Kompassrose, die auf Nachbargemeinden zeigt | Hirschegg-Rein (Gem. Hirschegg-Pack) |
| Bad St. Leonhard               | Görlitzen                                   |                                      |

## Ortschaften
Die Katastralgemeinde, ehemals eigenständig, besteht aus fünf Ortschaften, wobei Theißing selbst keine Ortschaft ist.

### Lichtengraben

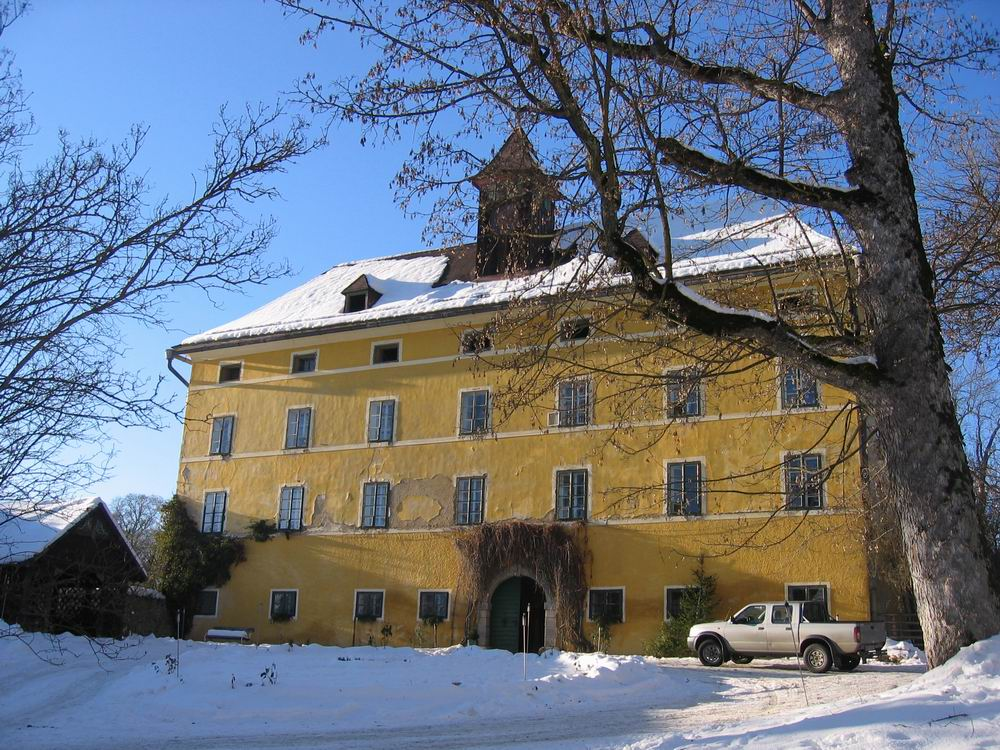
Schloss Lichtengraben

Der Lichtengraben, manchmal auch ohne Artikel, war zusammen mit Steinbruch laut Statistik Austria die kleinste Ortschaft mit 25 Einwohnern (Stand 1. Jänner 2024). In ihr befinden sich das Schloss Lichtengraben und die Ruine Painburg.

### Kalchberg
Klachberg, auch der Kalchberg, ist die zweitgrößte Ortschaft in Theißing. Sie zählt 102 Einwohner, welche hauptsächlich auf Bauernhöfen wohnen. Die einzige öffentliche Einrichtung in Kalchberg ist das Gasthaus zur Weizenmühle im sogenannten Feistritzgraben. Kalchberg grenzt an die Katastralgemeinde Bad St. Leonhard Stadt und Görlitzen. Die Grenze zu Görlitzen verläuft im Feistritzgraben entlang des Feistritzbaches.
Im Feistritzgraben befand sich von 1897 bis 1970 die Volksschule Theißing, bis 1964 auch das Gemeindeamt.

### Raning
Raning zählt 48 Einwohner und ist somit auch eine der kleinsten Ortschaften Bad St. Leonhards.

### Wartkogel
Der Wartkogel hat 56 Einwohner, es ist die nördlichste Ortschaft Bad St. Leonhards.

### Wisperndorf

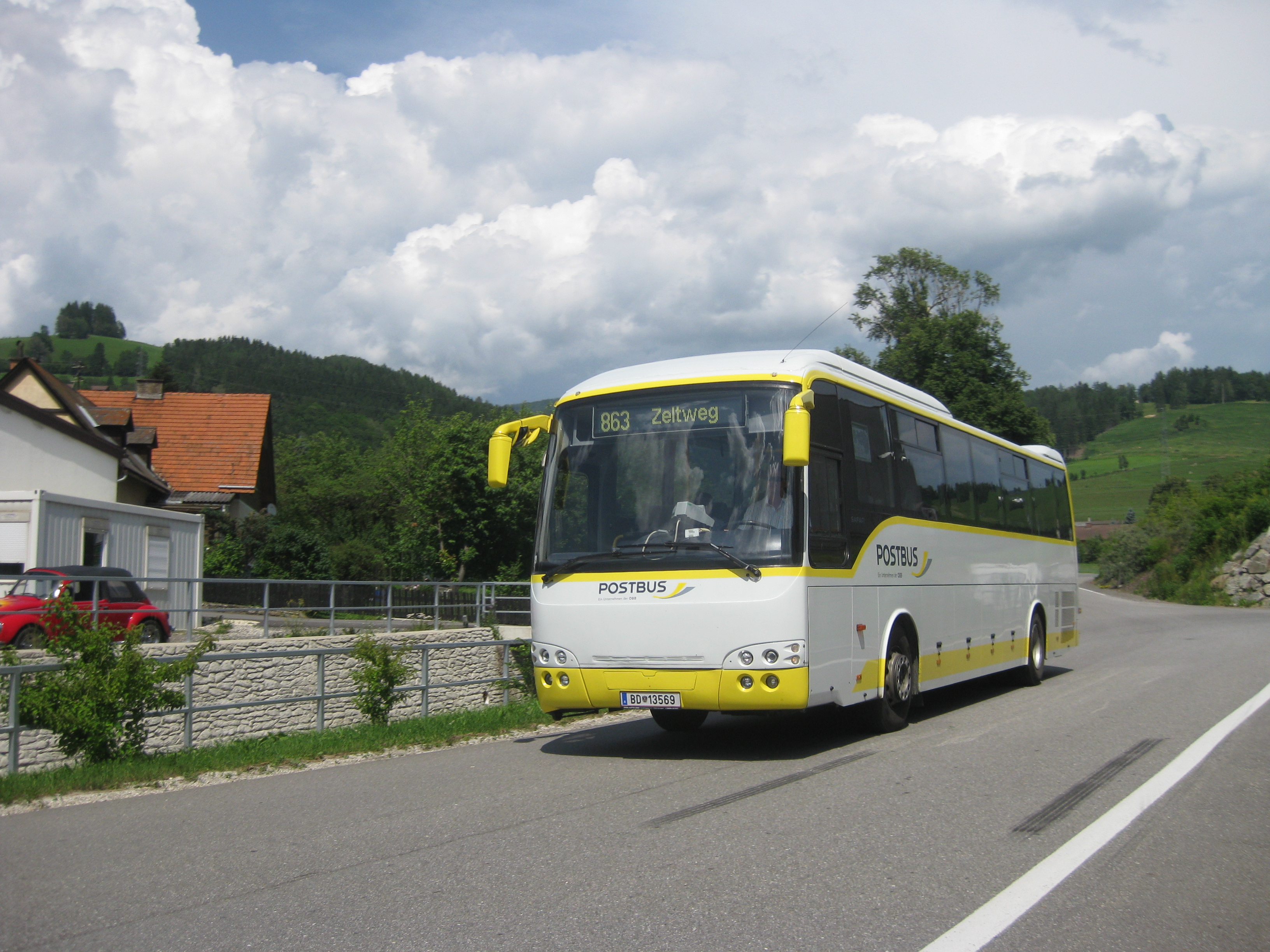
Bus 863 in Wisperndorf Richtung Zeltweg

Wisperndorf ist neben Kliening das zweite der beiden Dörfer in der Gemeinde. Sie ist in Theißing mit 287 Einwohnern die größte, flächenmäßig die zweitkleinste Ortschaft. In Wisperndorf befinden sich zwei Feuerwehren, eine davon eine Freiwillige. Die zweite ist eine Betriebsfeuerwehr des Stora Enso-Sägewerks in Wisperndorf, der einzigen Fabrik in der Katastralgemeinde. Im Übrigen befindet sich in Wisperndorf noch ein Reiterhof, eine Kapelle und der größte Bauernhof in Bad St. Leonhard.